# توماس بنجامین کنینگتون
توماس بنجامین کنینگتون (به انگلیسی: Thomas Benjamin Kennington) (۷ آوریل ۱۸۵۶–۱۰ دسامبر ۱۹۱۶) یک نقاش انگلیسی اهل لندن بود. نقاشی‌های وی واقع‌گرایانه و اجتماعی می‌باشند که با مهارتی بسیار خلق شده‌اند. او عضو بنیانگذار باشگاه هنرهای جدید انگلیسی (NEAC) و لیگ هنرهای امپریالیست بود.
کنینگتون نه تنها برای نقاشی‌های ایده‌آلش از صحنه‌های داخلی و روزمره مشهور بود بلکه برای آثار واقع‌گرای اجتماعی‌اش بسیار شناخته شده‌است. نقاشی‌هایی مانند " یتیمان" "بی‌خانمان" و "دخترک گلفروش"، واقعیت‌های سخت جامعهٔ قدیم انگلستان را به تصویر کشیده‌است. واقعیت‌های تلخی که ممکن است در این زمان نیز در طی روز در خیابان ببینیم و به سادگی از کنارش گذر کنیم.
به جرات می‌توان گفت که آثار توماس بنیامین کنینگتون در به تصویر کشیدن تصاویر اجتماعی بی‌نظیر بوده و هنوز هم هست.